# كاميل كيتون
كاميل كيتون (بالإنجليزية: Camille Keaton)‏ هي ممثلة أمريكية، ولدت في 20 يوليو 1947 بباين بلاف في الولايات المتحدة.

## أعمال

### أفلام
- (1978) أنا أبصق على قبرك
- (2012) لوردات سالم

## وصلات خارجية
- كاميل كيتون على موقع IMDb (الإنجليزية)
- كاميل كيتون على موقع ألو سيني (الفرنسية)
- كاميل كيتون على موقع أول موفي (الإنجليزية)
- كاميل كيتون على موقع قاعدة بيانات الفيلم (الإنجليزية)
- كاميل كيتون على موقع كينوبويسك (الروسية)